# 建水文笔塔
23°35′16″N 102°49′04″E / 23.58778°N 102.81778°E
建水文笔塔位于中国云南省建水县城南4公里处白水河拜佛山顶，1993年被列为第四批云南省文物保护单位。
文笔塔建于清道光八年（1828年），塔身呈八面体，为实心石塔，高31.4米，通体无檐，其造型独特，具有现代派建築派建筑风格。